# Pseudopolyptychus foliaceus
Pseudopolyptychus foliaceus är en fjärilsart som beskrevs av Rothschild och Jordan 1903. Pseudopolyptychus foliaceus ingår i släktet Pseudopolyptychus och familjen svärmare. Inga underarter finns listade.